# Star Trek II - L'ira di Khan
Star Trek II - L'ira di Khan (Star Trek II: The Wrath of Khan), noto nel fandom anche con l'acronimo TWOK o la sigla ST II, è un film di fantascienza del 1982 diretto da Nicholas Meyer.
È il secondo film derivato dalla serie televisiva Star Trek e fu girato sulla scia del successo del precedente film del 1979.
Khan, l'antagonista eponimo, è un personaggio comparso in un episodio della serie televisiva, Spazio profondo di circa quindici anni prima ed è interpretato dallo stesso attore, Ricardo Montalbán.
Il secondo film dopo il reboot della serie cinematografica di Star Trek, Into Darkness - Star Trek (2013) riutilizza diversi elementi del film, incluso il personaggio di Khan, ma con una trama sostanzialmente diversa.
Nel 2024 il film è stato selezionato per la conservazione nel National Film Registry degli Stati Uniti dalla Biblioteca del Congresso come "culturalmente, storicamente o esteticamente significativo".

## Trama
2285. L'ammiraglio James T. Kirk deve sovrintendere una crociera di addestramento per i cadetti dell'Accademia della Flotta Stellare sulla USS Enterprise, ora capitanata da Spock. Dopo una simulazione del famoso test della Kobayashi Maru per giudicare le capacità della tenente vulcaniana Saavik, il dottor Leonard McCoy si reca a casa di Kirk per festeggiare il suo compleanno ma, notando una certa depressione da parte dell'amico, gli consiglia di riprendere il comando di una nave stellare anziché spendere il resto dei suoi giorni a compiere lavori sedentari da ammiraglio della Flotta.
Nel frattempo la nave USS Reliant sta compiendo una missione di ricerca per localizzare un pianeta disabitato sul quale compiere un esperimento per il progetto "Genesis", un progetto di terraformazione, portato avanti dalla dottoressa Carol Marcus (ex-fidanzata di Kirk) e da suo figlio David, che permetterebbe di rigenerare e dare vita ai pianeti non abitabili, ma che, se lanciato su un mondo già vivente, lo distruggerebbe per crearne uno nuovo. La Reliant giunge in orbita al pianeta Ceti Alpha VI che sembrerebbe idoneo per l'esperimento, così il primo ufficiale Pavel Chekov e il capitano Clark Terrell si teletrasportano sulla superficie, ma qui scoprono di essere invece sbarcati su Ceti Alpha V, dove vengono inaspettatamente catturati dal malvagio Khan Noonien Singh, un superuomo geneticamente modificato assetato di vendetta nei confronti dell'ex capitano Kirk. Diciotto anni prima infatti, Kirk aveva esiliato lui e i suoi alleati superuomini su quel pianeta, dopo che essi avevano tentato di prendere il controllo dell'Enterprise. Khan racconta che il pianeta Ceti Alpha VI era esploso sei mesi dopo il loro esilio, deviando l'orbita di Ceti Alpha V (cosa che ha poi tratto in inganno l'equipaggio della Reliant) e provocando gravi mutamenti climatici che avevano reso il loro pianeta inabitabile: molti uomini di Khan erano quindi morti o per le conseguenze del cataclisma, oppure uccisi orribilmente da delle creature parassite, compresa Marla McGivers, la moglie di Khan, provocando così la sua ira verso James Kirk.
Khan infetta quindi anche Chekov e Terrell, inserendo nelle loro teste (tramite le orecchie) due delle larve parassite che, rilasciando una tossina, li rendono suscettibili al controllo mentale, permettendo così al superuomo e ai suoi seguaci di impadronirsi della Reliant per fuggire dal pianeta. Khan viene così a conoscenza del progetto Genesis e decide di recarsi alla stazione spaziale Regula One dove il dispositivo viene sviluppato, per impossessarsene. Prima di raggiungere il laboratorio però, Khan architetta un'astuta trappola per il suo nemico, costringendo Chekov a chiamare Regula One e comunicare che proprio Kirk avrebbe ordinato il sequestro del dispositivo Genesis: Carol Marcus immediatamente contatta l'ammiraglio per chiedere spiegazioni, ma la loro trasmissione viene interrotta a causa di interferenze provocate proprio dalla Reliant. Ricevuto l'ordine di indagare, Kirk assume il comando dell'Enterprise, facendo rotta verso Regula One, ma mentre è in viaggio verso la stazione, la nave viene intercettata e attaccata dalla Reliant, subendo gravi danni, e molti membri dell'equipaggio restano uccisi o feriti. Khan contatta l'Enterprise per costringere l'ammiraglio alla resa e pretende il dispositivo Genesis in cambio della vita dell'equipaggio. Kirk tuttavia riesce a guadagnare tempo per entrare da remoto nel sistema della Reliant, e riesce così ad abbassare i suoi scudi deflettori, permettendo alla sua nave di contrattaccare. Khan è così costretto a una temporanea ritirata e l'Enterprise può così proseguire per Regula One.
Una volta giunti al laboratorio spaziale, Kirk, McCoy e Saavik si teletrasportano a bordo e qui trovano Chekov e Terrell ancora vivi, in mezzo ai membri uccisi della squadra scientifica del progetto Genesis. Il gruppo raggiunge quindi una grotta scavata all'interno del planetoide Regula sottostante, dove incontrano Carol e David che si erano rifugiati lì portando anche il dispositivo Genesis, e qui Kirk scopre che il ragazzo altri non è che il figlio che aveva avuto da Carol tanti anni prima. Tuttavia Khan, che con la sua nave si era nascosto dietro al planetoide, tiene ancora sotto il suo controllo Chekov e Terrell, grazie ai quali fa teletrasportare il Genesis sulla Reliant, ordinando poi a Terrell di uccidere Kirk. Il capitano però, per resistere al controllo mentale esercitato dalla creatura che ha in corpo, si suicida, mentre Chekov collassa e il parassita fuoriesce dal suo corpo. Poco dopo, Kirk e i suoi compagni tornano a bordo dell'Enterprise, che però versa ancora in condizioni critiche, così l'ammiraglio, su suggerimento di Spock, decide di portare la nave dentro la vicina nebula Mutara, in modo da poter combattere ad armi pari contro Khan: all'interno della nebula infatti i sensori sono fortemente disturbati e gli scudi non funzionano. Così anche la Reliant, una volta entrata nella Mutara nebula, rimane senza difese, e in questo modo l'Enterprise, dopo abili manovre, riesce a cogliere di sorpresa la nave nemica e a metterla fuori combattimento, non prima però di aver subito anch'essa altri gravi danni.
Ormai solo e ferito a morte, Khan sfrutta le sue ultime forze per attivare il dispositivo Genesis, in modo che l'onda liberata per "riorganizzare" tutta la materia nello spazio circostante, investa e distrugga anche l'Enterprise. La nave di Kirk cerca di mettersi in salvo, ma il reattore per la propulsione a curvatura è danneggiato. Spock decide allora di sacrificarsi entrando nella sala satura di radiazioni per effettuare le riparazioni da solo. La nave sfugge così all'esplosione della Reliant, ma Spock, gravemente contaminato, muore sotto gli occhi disperati di Kirk.
Kirk e l'equipaggio dell'Enterprise, alla conclusione del rito funebre per Spock, lanciano la bara del Vulcaniano sulla superficie fertile e vitale del nuovo pianeta creato dall'effetto Genesis, per poi partire al recupero dell'equipaggio della Reliant rimasto su Ceti Alpha V.
(Spock)

## Personaggi
- James T. Kirk è un viceammiraglio della Flotta Stellare che si occupa di sovraintendere l'addestramento dei cadetti sulla USS Enterprise NCC-1701. Prende il comando della nave quando quando decide di indagare sulla situazione della stazione spaziale Regula I, che comprende il progetto segreto Genesis.
- Spock è il capitano dell'Enterprise che cede il comando a Kirk quando ricevono ordine di indagare su quanto sta accadendo su spaziale Regula I. Sacrifica la propria vita per salvare l'intero equipaggio; le sue spoglie, custodite all'interno di un siluro fotonico, vengono lanciate sul planetoide creato dal Genesis.
- Leonard McCoy è l'ufficiale medico della USS Enterprise.
- Montgomery Scott è il capo ingegnere della USS Enterprise.
- Pavel Chekov è il Primo Ufficiale della USS Reliant NCC-1864. Infettato da Khan con una larva che lo rende suscettibile al controllo mentale, viene usato dallo stesso per trovare e impossessarsi del dispositivo del progetto Genesis. Salito a bordo dell'Enterprise gli viene ordinato di assassinare Kirk ma resiste fino a collassare.
- Hikaru Sulu è il timoniere dell'Enterprise.
- Uhura è l'ufficiale alle comunicazioni dell'Enterprise.
- Carol Marcus è una scienziata responsabile del progetto segreto di terraformazione denominato "Genesis". Lavora sulla stazione spaziale Regula I insieme al figlio David e altri scienziati. È costretta a rifugiarsi con lui sul planetoide sotto la stazione portando con sè il dispositivo per sfuggire a Khan ed evitare che possa impossessarsene. Viene poi tratta in salvo dall'Enterprise.
- David Marcus è il figlio di Carol Marcus e James T. Kirk, che ne è all'oscuro. Lavora come scienziato e collabora con la madre al progetto Genesis.
- Clark Terrell è il capitano della USS Reliant NCC-1864. Infettato come Chekov da Khan sul pianeta Ceti Alpha V, viene usato per localizzare il dispositivo Genesis. Decide di suicidarsi per evitare il controllo mentale di Khan che gli aveva ordinato di assassinare Kirk.
- Saavik è una sottotenente vulcaniana della divisione comando che si occupa di navigazione sull'Enterprise. Come tutti gli appartenenti alla sua specie, è molto precisa e suggerisce continuamente a Kirk i regolamenti della Flotta.
- Khan Noonien Singh è un superuomo modificato geneticamente che comanda una piccola colonia su Ceti Alpha V, su cui era stato abbandonato da Kirk anni prima. Rapisce Terrell e Chekov e li usa per impossessarsi del dispositivo Genesis e per vendicarsi di Kirk. Quando i suoi piani non vanno come previsto, accecato dalla sua rivalità, decide di sacrificare la propria vita, portando con sè Kirk, azionando il dispositivo che genera un'onda d'urto.

## Produzione

### Cast
- William Shatner, nel ruolo dell'ammiraglio James T. Kirk.[3]
- Leonard Nimoy, nel ruolo del capitano Spock.[3]
- DeForest Kelley, nel ruolo dell'ufficiale medico Leonard McCoy.[3]
- James Doohan, nel ruolo del comandante Montgomery Scott.[3]
- Walter Koenig, nel ruolo del tenente comandante Pavel Chekov.[3]
- George Takei, nel ruolo del tenente comandante Hikaru Sulu.[3]
- Nichelle Nichols, nel ruolo del tenente comandante Nyota Uhura.[3]
- Bibi Besch, nel ruolo della dott.ssa Carol Marcus.[3]
- Merritt Butrick, nel ruolo del dott. David Marcus.[3]
- Paul Winfield, nel ruolo del capitano Clark Terrell.[3]
- Kirstie Alley, nel ruolo del tenente Saavik.[3]
- Ricardo Montalbán, nel ruolo di Khan Noonien Singh.[3]

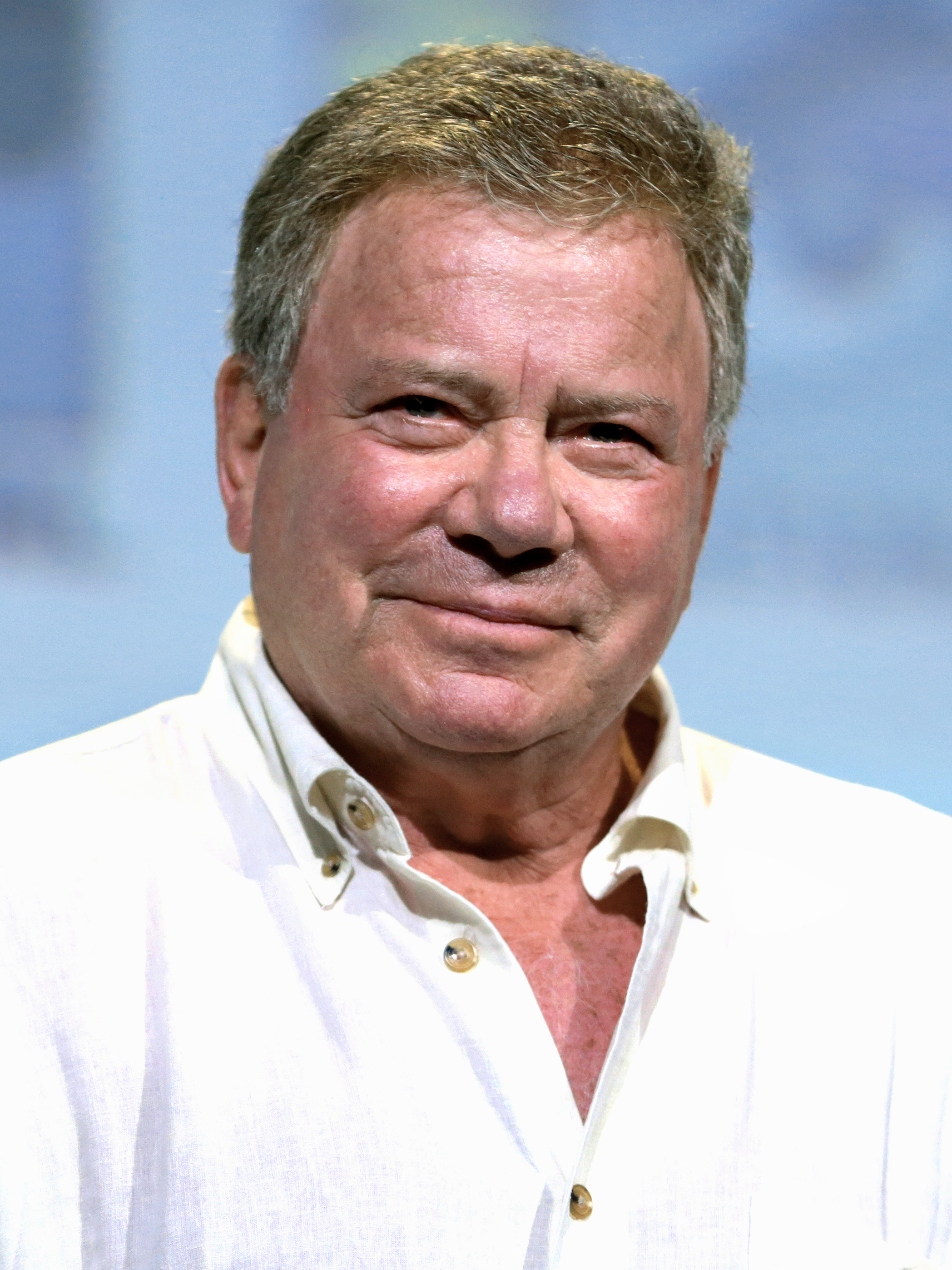
William Shatner, interprete di James T. Kirk
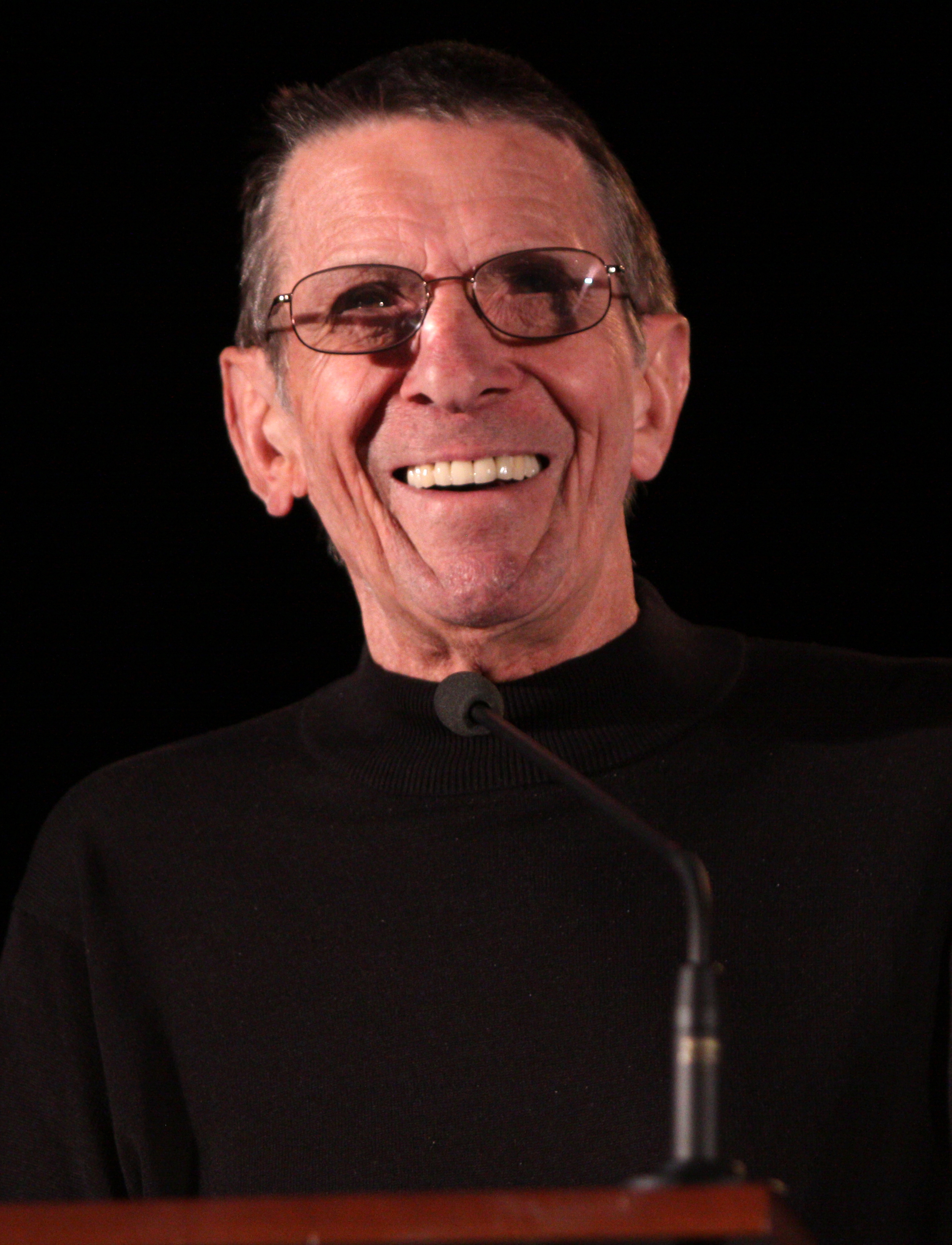
Leonard Nimoy, interprete di Spock
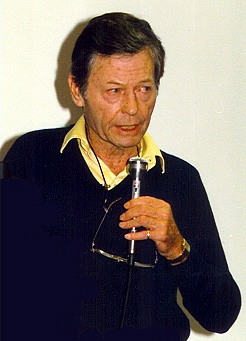
DeForest Kelley, interprete di Leonard McCoy
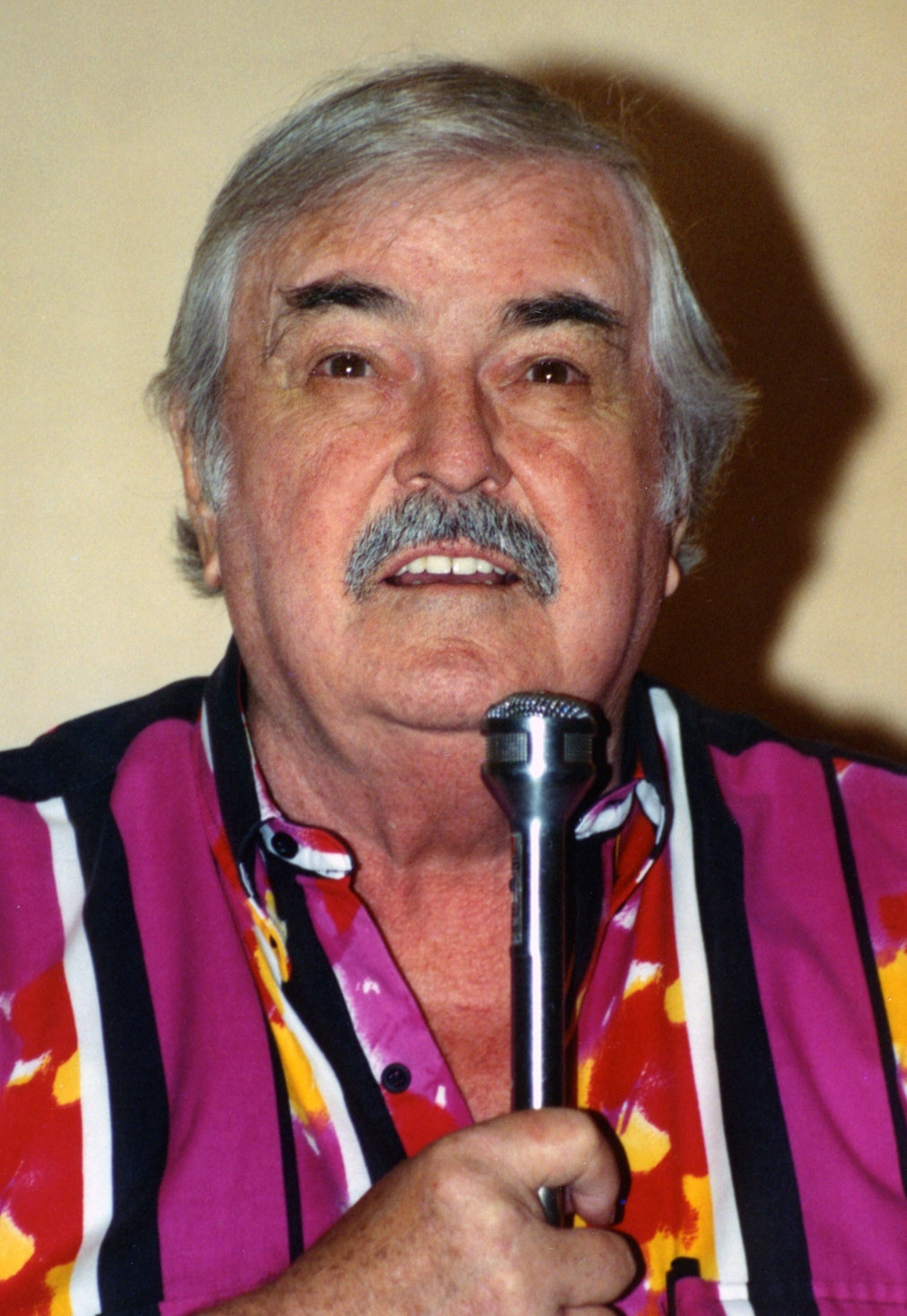
James Doohan, interprete di Montgomery Scott
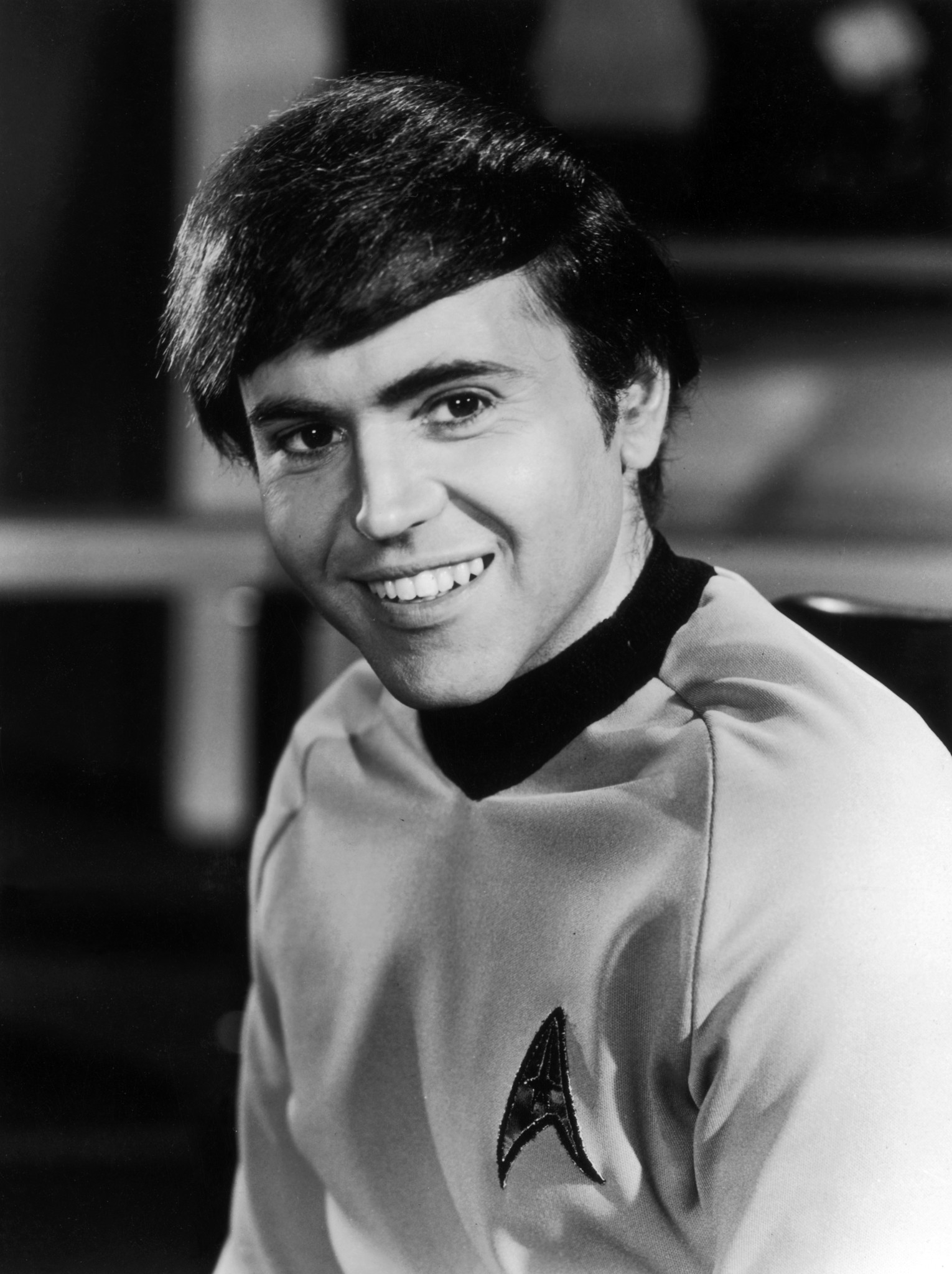
Walter Koenig, interprete di Pavel Chekov
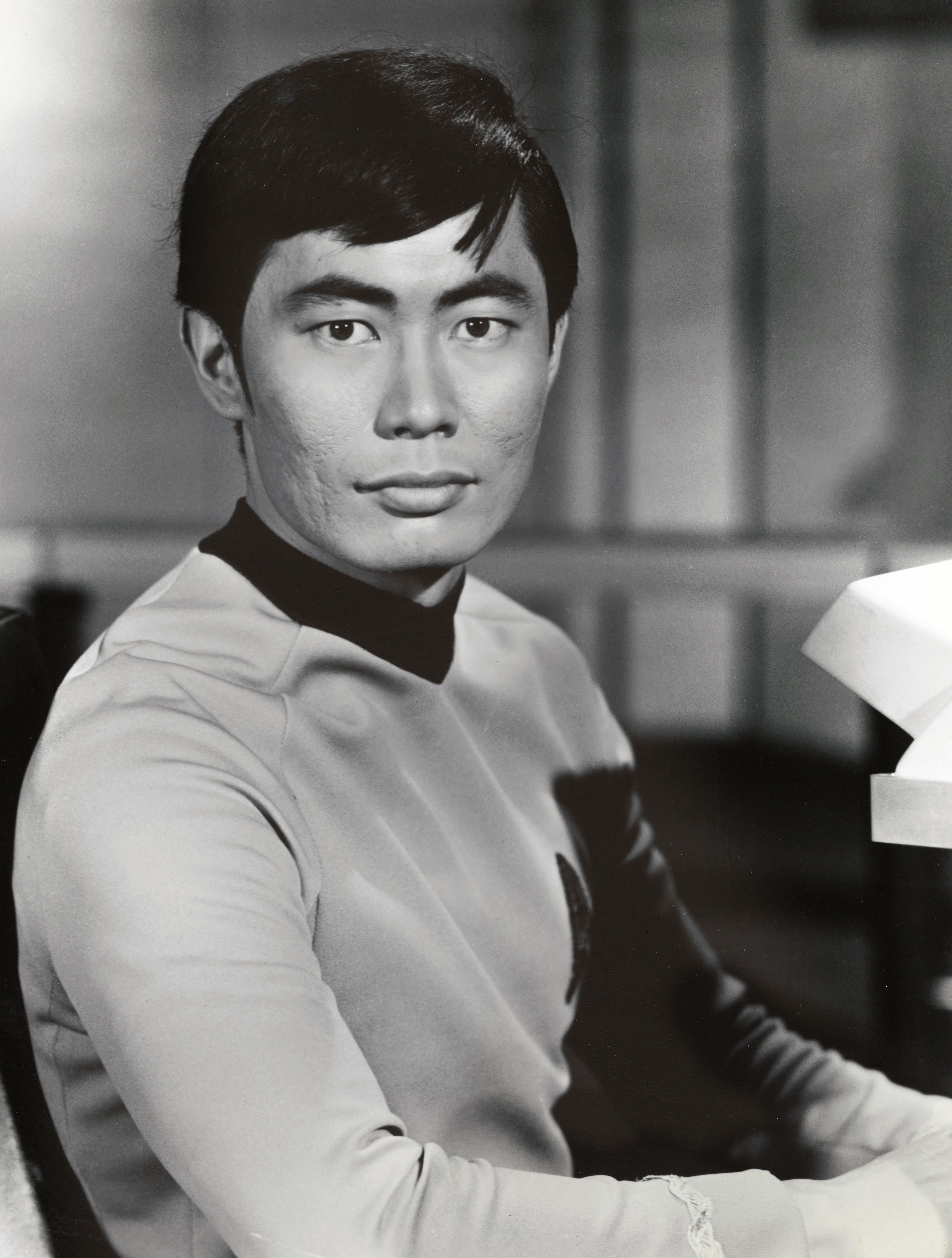
George Takei, interprete di Hikaru Sulu
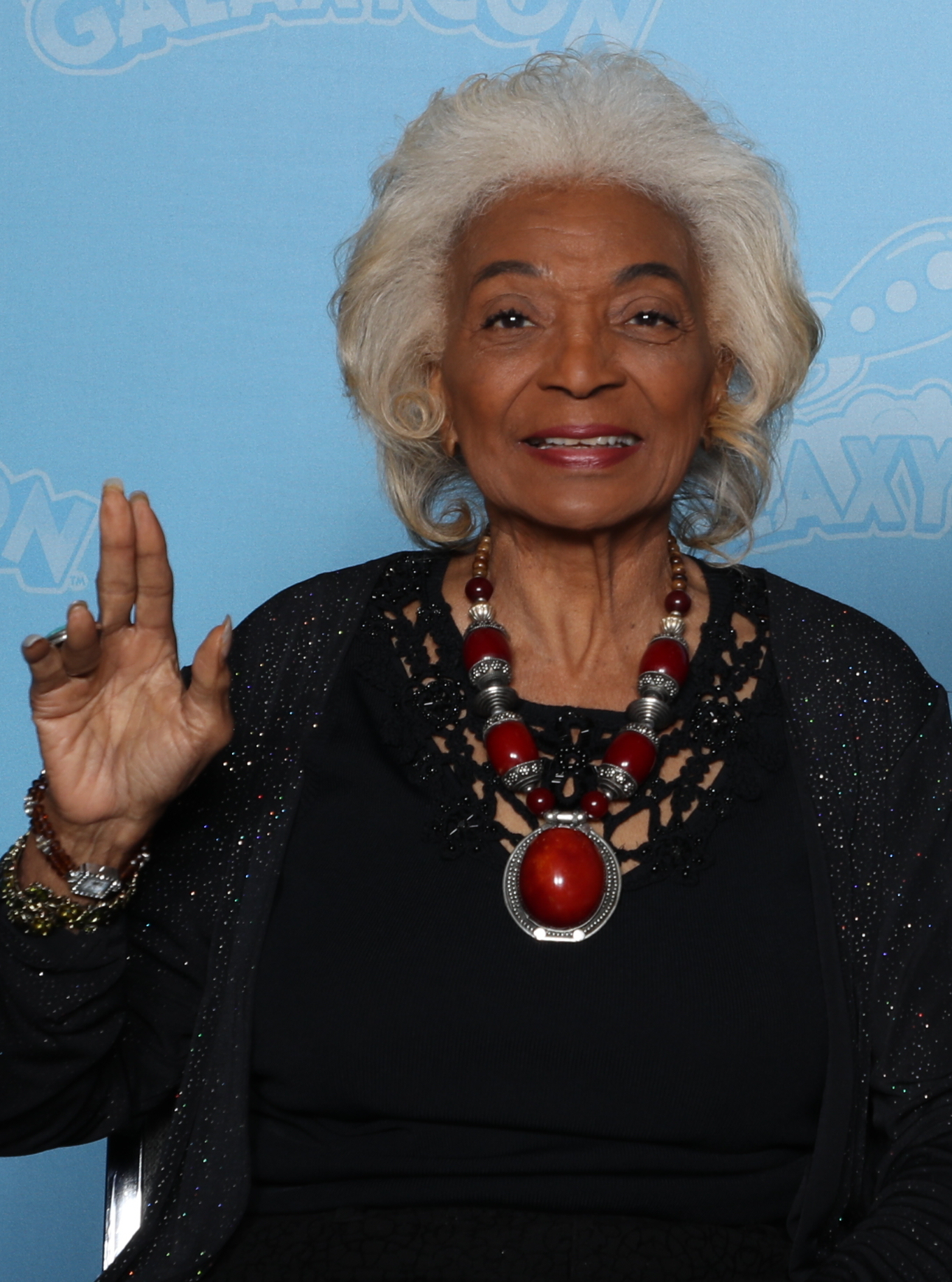
Nichelle Nichols, interprete di Uhura
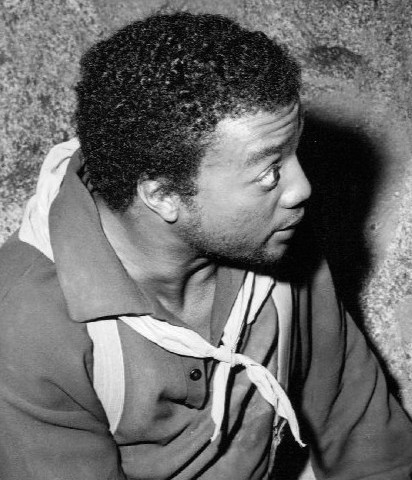
Paul Winfield, interprete di Clark Terrell
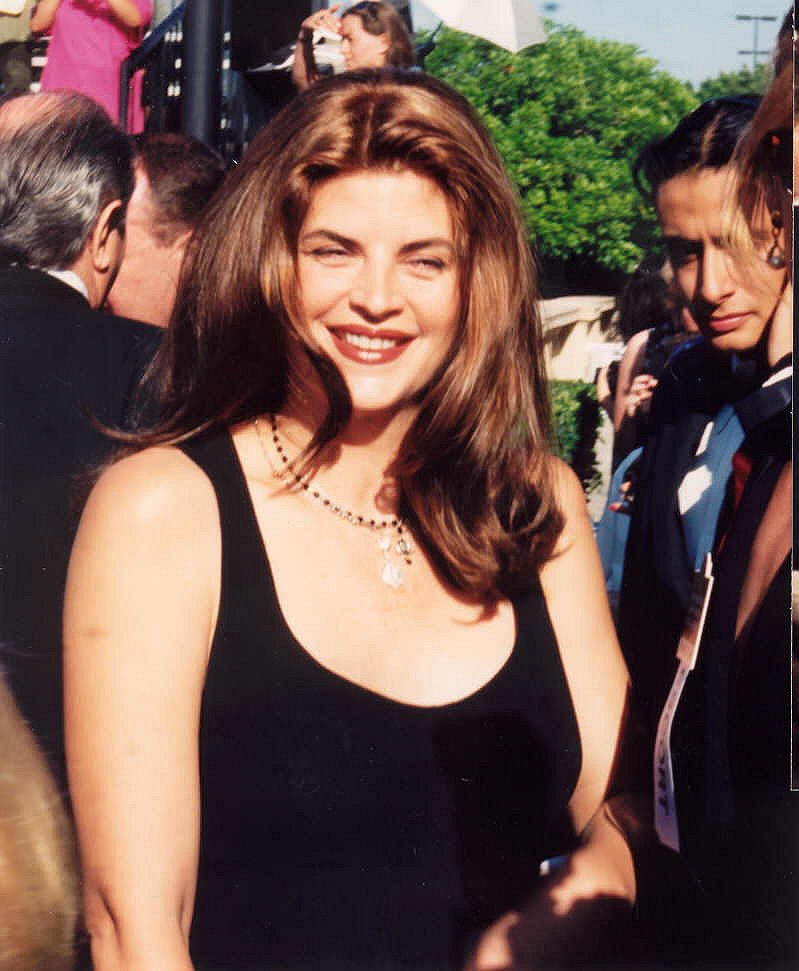
Kirstie Alley, interprete di Saavik
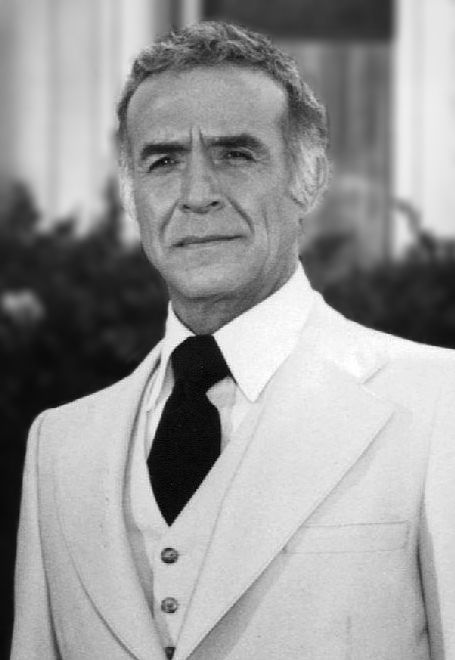
Ricardo Montalbán, interprete di Khan Noonien Singh

### Riprese
Le immagini finali del Pianeta Genesis furono girate all'interno del Golden Gate Park.
Per alcune scene ambientate nello spazio vennero riutilizzate delle inquadrature del primo film di Star Trek.
Per realizzare gli interni della nave USS Reliant fu riutilizzato il set della USS Enterprise scambiandone di posto alcune parti

### Scene tagliate
In alcune scene poi tagliate vi sono delle battute in cui si rivela che la tenente Saavik era di origine metà vulcaniana e metà romulana, e che il comandante Scott è lo zio dell'allievo Peter Preston.
Lo script originale prevedeva altre due scene, anch'esse tagliate: nella prima Chekov e il capitano Terrell incontravano, su Ceti Alpha V, un bambino che si scopriva essere figlio di Khan; nella seconda scena il bambino ricompariva mentre osservava il dispositivo Genesis in funzione.

## Distribuzione

### Doppiaggio italiano
L'edizione italiana del film è stata diretta da Renato Izzo, su dialoghi di Alberto Piferi. Nel doppiaggio italiano Spock viene chiamato comandante anziché capitano, Uhura capitano anziché comandante (anche se solo una volta) e i phaser vengono chiamati fasatori.

## Accoglienza

### Incassi
Il film, costato circa 11 milioni di dollari (meno di un terzo del precedente), ne ha incassati quasi 96 al botteghino, di cui 79 negli USA (oltre 14 solo nel weekend di apertura). A questi si sono sommati nel tempo 266374 $ per i noleggi nell'home video.

### Critica
Contrariamente al predecessore, L'ira di Khan ha raccolto recensioni più favorevoli.
Fantafilm scrive che «ispirato anch'esso ad un episodio della serie originale, il secondo capitolo della nuova saga si discosta nettamente dal precedente, ritornando nel più consueto (e convenzionale) alveo della classica avventura spaziale [...]. Abbandonati gli approfondimenti filosofeggianti del primo film, [...] si punta sulla spettacolarità della battaglia e soprattutto sull'impatto emotivo provocato dal volontario sacrificio del personaggio più carismatico della serie».
Su Rotten Tomatoes, sito aggregatore di recensioni, la pellicola ottiene un giudizio positivo dell'87% delle 75 recensioni critiche, con un voto medio di 8.1/10. Su Metacritic, che utilizza una media ponderata, il film ottiene un voto di 68/100 sulla base di 19 recensioni critiche.
Nel 2024 è stato selezionato per la conservazione nel National Film Registry degli Stati Uniti dalla Biblioteca del Congresso come "culturalmente, storicamente o esteticamente significativo".

## Riconoscimenti
- 1983 – Premio Hugo[10]
  - Candidatura per la miglior rappresentazione drammatica
- 1983 – Saturn Award
  - Miglior attore a William Shatner
  - Miglior regia a Nicholas Meyer
  - Candidatura per il miglior film di fantascienza
  - Candidatura per il miglior attore non protagonista a Walter Koenig
  - Candidatura per la miglior attrice non protagonista a Kirstie Alley
  - Candidatura per la miglior sceneggiatura a Jack B. Sowards
  - Candidatura per i migliori costumi a Robert Fletcher
  - Candidatura per il miglior trucco a Werner Keppler e James Lee McCoy
- 2003 – Saturn Award
  - Candidatura per la miglior edizione DVD/Blu-ray di un film classico
- 2009 – International Film Music Critics Association[11]
  - Candidatura per il migliore inedito o riedizione di una colonna sonora esistente a James Horner e Lukas Kendall
- 2010 – Saturn Award
  - Miglior edizione DVD/Blu-ray per il cofanetto contenente i primi sei film della serie classica

## Merchandising
La casa di giocattoli statunitense Mego (distribuita originalmente in Italia dalla Harbert, dalla Polistil e dalla GiG), celebre negli anni settanta per le sue action figure da 8" di supererori Marvel e D.C. e di personaggi di film e telefilm, tra cui quelli della serie classica di Star Trek e del film Star Trek: The Motion Picture, risorta nel 2018, ha realizzato nel 2019, all'interno della Wave Seven, per la propria nuova linea di Star Trek, le action figure dell'ammiraglio Kirk, del capitano Spock e Khan tratte da questo film. Il personaggio di Spock presenta la mano destra posizionata nel saluto vulcaniano, così come appare, morente, nella scena finale del film.